# Западинский, Александр Семёнович
Александр Семёнович Западинский (1914—2002) — подполковник Советской Армии, участник Великой Отечественной войн, Герой Советского Союза (1944).

## Биография
Родился 6 июня 1914 года в селе Кальник (ныне — Ильинецкий район Винницкой области Украины). В 1935 году окончил техникум механизации сельского хозяйства, после чего работал участковым механиком в машинно-тракторной станции. В 1936 году был призван на службу в Рабоче-крестьянскую Красную Армию. В 1940 году он окончил Мелитопольское военное авиационное училище лётчиков. С сентября 1941 года — на фронтах Великой Отечественной войны.
К ноябрю 1943 года был лётчиком-наблюдателем 118-й отдельной дальнеразведывательной эскадрильи 7-й воздушной армии Карельского фронта в звании старшего лейтенанта. К этому времени он совершил 148 боевых вылетов, на разведку вражеских объектов, войск и коммуникаций в глубоком тылу противника.
Указом Президиума Верховного Совета СССР «О присвоении звания Героя Советского Союза офицерскому составу военно-воздушных сил Красной Армии» от 4 февраля 1944 года за «образцовое выполнение боевых заданий командования на фронте борьбы с немецкими захватчиками и проявленные при этом отвагу и геройство» был удостоен высокого звания Героя Советского Союза с вручением ордена Ленина и медали «Золотая Звезда» за номером 3131.
После окончания войны продолжил службу в Советской Армии. В 1947 году окончил Высшую офицерскую школу штурманов. В 1957 году в звании майора был уволен в запас, позднее получил звание подполковника запаса. Проживал в Виннице, работал в ИВЦ «Винницагрузавтотранс». Скончался 27 ноября 2002 года, похоронен на Центральном кладбище Винницы.
Был также награждён орденом Красного Знамени, двумя орденами Отечественной войны 1-й степени, двумя орденами Красной Звезды, рядом медалей.
В честь Западинского и его брата названа улица в их родном селе.

## Память
- На здании аэроклуба, где ранее располагалась Мелитопольская авиационная школа, в которой обучался Герой, 17 августа 2013 года установлена мемориальная доска[3].